# Saint-Crespin
Saint-Crespin é uma comuna francesa na região administrativa da Normandia, no departamento de Sena Marítimo. Estende-se por uma área de 6,29 km². Em 2010 a comuna tinha 306 habitantes (densidade: 48,6 hab./km²).